# Pauvre et Stupide
Pauvre et Stupide (Poor and Stupid en VO) est le huitième épisode de la saison 14 de la série télévisée South Park. Il a été diffusé sur Comedy Central aux États-Unis le 6 octobre 2010.
Cet épisode met en scène Cartman dans la poursuite de son rêve d'être un grand conducteur dans une course de la NASCAR (National Association for Stock Car Auto Racing).

## Synopsis
Cartman est dépité de ne pouvoir être un grand conducteur de stock-car à la NASCAR parce qu'il n'est pas assez pauvre et stupide. Encouragé par Stan et Kyle qui lui affirment qu'il est bel et bien pauvre et stupide, Cartman et son fidèle allié de toujours, Butters, se mettent en condition pour devenir la meilleure équipe de conducteurs de la NASCAR. Mais Kenny n'entend pas que Cartman répande une si mauvaise réputation à propos des conducteurs de la NASCAR.